# Hypanthidioides insularis
Hypanthidioides insularis là một loài Hymenoptera trong họ Megachilidae. Loài này được Urban mô tả khoa học năm 1993.